# Saint-Félix (Lot)
Saint-Félix település Franciaországban, Lot megyében. Lakosainak száma 523 fő (2022. január 1.). Saint-Félix Felzins, Lentillac-Saint-Blaise, Lunan és Saint-Jean-Mirabel községekkel határos.

## Népesség
A település népessége az elmúlt években az alábbi módon változott:
| Lakosok száma | 207  | 269  | 268  | 398  | 494  | 509  | 522  | 538  | 535  | 523  |
|               | 1968 | 1982 | 1990 | 2006 | 2013 | 2015 | 2017 | 2019 | 2020 | 2022 |